# Tehuset Augustimånen
Tehuset Augustimånen (engelska: The Teahouse of the August Moon) är en amerikansk komedifilm från 1956 i regi av Daniel Mann. Filmen är baserad på Broadwaypjäsen Thehuset Augustimånen av John Patrick, som satiriserar den amerikanska ockupationen och amerikaniseringen av ön Okinawa efter andra världskrigets slut 1945. I huvudrollerna ses Marlon Brando, Glenn Ford och Machiko Kyō.

## Handling
Kaptenen Fisby skickas för att amerikanisera byn Tobiki på Okinawa, den största av Ryukyuöarna. Hans befälhavare, överste Wainwright Purdy III, tilldelar honom en slug lokal tolk - Sakini. Fisby försöker genomföra militärens planer och få byborna att bygga en skola, men de vill hellre bygga ett tehus. Istället blir det Fisby som anpassar sig till de lokala traditionerna, med hjälp av Sakini och den unga geishan Lotusblomman.

## Rollista i urval
- Marlon Brando - Sakini
- Glenn Ford - kapten Fisby
- Machiko Kyō - Lotusblomman
- Eddie Albert - kapten McLean
- Paul Ford - överste Wainwright Purdy III
- Jun Negami - Mr. Seiko
- Nijiko Kiyokawa - Miss Higa Jiga
- Mitsuko Sawamura - liten flicka
- Harry Morgan - sergeant Gregovich
- Dansho Miyazaki - Sumatas far
- Minoru Nishida - Mr. Sumata
- Kichizaemon Sarumaru - Mr. Hokaida
- Shichizo Takeda - gammal man
- Frank Tokunaga - Mr. Omura
- Raynum K. Tsukamoto - Mr. Oshira
- Yosan Tsuruta - domare